# Barbados Climax
I Barbados Climax sono stati un gruppo musicale italiano di musica pop e disco, attivi fra il 1977 ed il 1981.

## Storia del gruppo
Dopo lo scioglimento dei Bulldog, il cantante e bassista inglese (ma residente a Bologna fin dagli anni '60) Alan Taylor dà vita con alcuni musicisti ad un gruppo, i Barbados Climax, proponendo una disco music con influssi latinoamericani.
Ottenuto un contratto discografico con la Harmony di Walter Guertler, la band pubblica il 45 giri di debutto, California U.S.A. (in cui Taylor suona la chitarra acustica solista), che ottiene subito successo, entrando in hit parade. Nelle apparizioni televisive si presenta il solo Taylor con due ballerine.
Dopo due album ed altri 45 giri Taylor decide di dedicarsi all'attività di produttore, contribuendo tra l'altro al lancio di Vasco Rossi.

## Discografia parziale

### 33 giri
- 1978: Barbados Climax (Harmony, LPH 8033)
- 1980: Sexation (Targa Italiana, TAL 1400)

### 45 giri
- 1978: California U.S.A./Las Vegas Climax (Harmony, H 6039)
- 1980: Sexation/Come te quiero (Targa Italiana, TAL 1400)